# Mega Man Soccer
Mega Man Soccer (также известная в Японии как Rockman’s Soccer (яп. ロックマンズサッカ)) — видеоигра вышедшая на игровую приставку Super Nintendo Entertaiment System. Игра основана на оригинальных сериях игр Mega Man в стиле экшен и платформер. Игра Mega Man Soccer был впервые выпущена в Японии 17 февраля 1994 года и в Северной Америке в апреле 1994 года.

## Сюжет
Mega Man Soccer устанавливается после Mega Man 4. По телевидению футбольный матч прерывается, когда происходит взрыв на поле. Когда исчезает дым, все игроки вдруг заменяются несколькими роботами-мастерами, созданные доктором Вайли. Увидев события, происходящие на экране, Доктор Лайт посылает Мегамена с некоторыми из его собственных роботов мастеров, чтобы остановить их. Игра не имеет конца.

## Игровой процесс
Mega Man Soccer — это игра в футбол, что позволяет игроку играть различными персонажами из серии игр Mega Man, включая самого Мегамена, Протомена и несколько роботов мастеров. В игре представлены три игровых режима: товарищеский матч, турнир и лига. Режим «Exhibition» позволяет игроку играть матч с командой, созданной с помощью любого из 20 персонажей на одном из дюжины тематических футбольных полей. Режим «Capcom Championship» можно играть одним или двумя игроками совместно. Для первого участка в этом режиме игроку дается команда полностью состоящая из роботов, где им поставлена задача победить восемь команд робота мастеров в порядке выбора игрока. После победы над каждой командой, один из членов команды присоединяется к команде игрока, а затем может быть использован, так же, как и Мегамен может получить способность от босса в конце каждого этапа из других серий игр. После того как все восемь команд побеждены, игрок должен победить несколько других команд, которые сталкиваются в установленном порядке таким же образом, как и этапы, происходящие в замке доктора Вайли, что всегда следовали после восьми роботв-боссов, этапы которых происходят в установленном порядке в других сериях игр Mega Man. Режимы «Tournament» и «League» позволить одному или двум игрокам, чтобы забрать у девяти команд и участвовать в многоуровневой расписание игр. Команды, которые ни один игрок выбор должен быть просто наблюдают.
Mega Man Soccer имеет 4 вида статистики, в которой персонажи отличаются друг от друга в способности: бег, скольжение, борьба, и защита. Эти статистические данные выводятся на экран, когда игрок получает возможность установить на формирование в начале матча, или сделать замены в перерыве. Управление в игре Mega Man Soccer в основном отражает более реалистичный футбольный матч. Отдельные кнопки отображаются на выстрелах, движении, скольжении и защите противоположно игрокам к мячу в зависимости от его близости к игроку. Одна особенность, которая решительно отличается от всего на реалистичном футболе, является включение «специальных атак». Эти кадры напоминают способности используемых символов в других играх серий Mega Man. Например, выстрел Cut Man’а получится мяч в паре ножниц, в то время как выстрел Fire Man’а сделает мяч в огне. Специальные атаки будут временно сбивать, ошеломлять или иным образом препятствовать любому персонажу, если он упадет. Как правило, они имеют гораздо больше шансов произвести цели по сравнению с нормальными выстрелами, но могут быть использованы только несколько раз за игру в определённых режимах. Игры состоят из двух пятиминутных половинок с последующим пяти раундов пенальти, если игра остается связанной. Часы останавливаются, пока вратарь имеет мяч или когда мяч находится вне границ.